# Дистель, Саша
Саша́ Дисте́ль (фр. Sacha Distel; 29 января 1933, Париж — 22 июля 2004, Реоль-Канадель-сюр-Мер близ Сен-Тропе) — французский певец, композитор и актёр. Племянник Рэя Вентуры, композитора и руководителя джазового оркестра.

## Биография
Родился в еврейской семье. Его отец, инженер-химик Иойна Лео Дистель (1894—1970), был уроженцем Одессы; мать — Андрея Вентура (1902, Константинополь — 1965, Париж) — была пианисткой и сестрой дирижёра Рэя Вентуры.
Во время немецкой оккупации Парижа в годы Второй мировой войны мать был арестована и депортирована в концентрационный лагерь, отец скрывался по поддельным документам, а Саша передали на воспитание в католическую семью. После освобождения города он воссоединился с родителями.
Окончив музыкальную школу по классу гитары, стал играть в клубах, и уже вскоре его знали как одного из самых профессиональных джазовых гитаристов Парижа. В середине 1950-х годов уехал на учёбу в Великобританию, затем в США. Вернувшись во Францию, выступал с Martial Solal Trio, записывался с пианистом Раймоном ле Сенешалем и Modern Jazz Quartet. В конце 1950-х годов Дистель записал первый сингл — Scoubidou, за которым последовали Personalité, Mon beau chapeau, La belle vie, Accroche un ruban и другие.
В конце 1960-х годов Саша Дистель вёл популярную телепередачу Sacha Show. Именно в это время он познакомился с Петулой Кларк и её мужем Клодом Вольфом, который посоветовал Дистелю попробовать себя на международном уровне.
В 1970 году Дистель записал кавер-версию знаменитой песни Raindrops Keep Falling On My Head (во французской версии — Toute la pluie tombe sur moi), и этот сингл опередил по количеству проданных копий даже оригинал Би Джей Томаса, заняв высокие позиции в британском чарте. Вышедший вслед за синглом альбом успешно продавался в США и Великобритании.
Дистель снимался в кино и прославился своими романами с известными актрисами и певицами, среди которых Брижит Бардо и Жюльетт Греко. Владея, помимо французского, итальянским, испанским, английским и немецким языками, вёл радио- и телепередачи во многих странах на разных языках, писал песни для других исполнителей, в том числе Фрэнка Синатры, Тони Беннетта, Рэя Чарльза. Непродолжительное время сотрудничал с Мари Лафоре.
28 апреля 1985 года попал в серьёзную автомобильную аварию, находясь за рулём автомобиля «Порше», в котором ехала также актриса Шанталь Нобель. Нобель получила серьёзные травмы и из-за долгого лечения была вынуждена сделать перерыв в карьере. Сам Дистель получил лёгкие ранения и позднее был приговорён к году тюрьмы условно за «причинение вреда здоровью по неосторожности».
В 1997 году Дистель стал кавалером ордена Почётного легиона за вклад во французскую музыкальную культуру.
Скончался от рака 22 июля 2004 года.

## Избранная фильмография
- 1960 — Зази в метро / Zazie dans le Métro (камео)
- 1971 — Без видимых причин / Sans Mobile Apparent